# Martín Amigo
Martín Amigo (udokumentowany w latach 1667–1694) – hiszpański malarz barokowy pochodzący z Kraju Basków. 
Pochodził z rodziny o tradycjach artystycznych, jego ojciec Juan de Amigo i dziadek Diego Pérez de Cisneros także byli malarzami. Zachowała się niewielka liczba dzieła Amiga, między innymi Niepokalane poczęcie (1669) w Muzeum Sztuk Pięknych w Bilbao. Zajmował się malarstwem religijnym i portretem. W swoim ojczystym regionie wprowadził styl malarski szkoły madryckiej.